# Anne Berglund
Anne Berglund es una deportista danesa que compitió en bádminton. Ganó dos medallas en el Campeonato Europeo de Bádminton de 1970, bronce en la prueba de dobles y bronce en dobles mixto.

## Palmarés internacional
| Campeonato Europeo | Campeonato Europeo        | Campeonato Europeo | Campeonato Europeo |
| Año                | Lugar                     | Medalla            | Prueba             |
| ------------------ | ------------------------- | ------------------ | ------------------ |
| 1970               | Port Talbot (Reino Unido) | Medalla de bronce  | Dobles             |
| 1970               | Port Talbot (Reino Unido) | Medalla de bronce  | Dobles mixto       |